# Feminist Improvising Group
Die Feminist Improvising Group war ein internationales Bandprojekt feministischer Improvisationsmusikerinnen und gilt als das erste öffentlich auftretende Frauenensemble in der frei improvisierten Musik.

## Geschichte
Die Feminist Improvising Group wurde 1977 von der Sängerin Maggie Nicols und den Henry-Cow-Musikerinnen Lindsay Cooper (Holzblasinstrumente) und Georgie Born (Cello, Bassgitarre), der Vokalistin und Pianistin Cathy Williams sowie der Trompeterin Corinne Liensol als zunächst britische Band gegründet; Anfang 1979 erweiterte sich das Ensemble um die Pianistin Irène Schweizer (die auch Schlagzeug spielte) und die Posaunistin und Bratscherin Annemarie Roelofs. Auch die Filmemacherin Sally Potter gehörte teilweise zum Kern der Band, spielte Altsaxophon und trat als zweite Sängerin auf. Gelegentlich arbeiteten auch Frankie Armstrong, Angèle Veltmeijer und Françoise Dupety im Ensemble.
Die Feminist Improvising Group war innovativ und im damaligen Konzertbetrieb völlig ungewöhnlich, weil sie in ihre Auftritte vielfach theatralische Elemente einbezog und dabei insbesondere den Frauenalltag in unterschiedlichen Facetten thematisierte. Maggie Nicols betonte daher die Eigendynamik, die mit den Auftritten verbunden war, und den konkreten Bezug zum alltäglichen Leben der beteiligten Musikerinnen und der Zuschauerinnen: „Die Leute waren total erschrocken. Denn sie spürten plötzlich die Macht, die von den Frauen ausging. Aber wir hatten dies gar nicht geplant. Wir realisierten selber nicht mehr, was eigentlich geschah. Wir improvisierten unser eigenes Leben, unsere Biographien. Wir ironisierten unsere Situation, pervertierten die Abhängigkeiten, warfen alles hoch in die Luft.“
Dabei entwickelten sie eine eigenständige Musiksprache, um den traditionell über Geschlechterrollen Frauen zugewiesenen Ausdruckselementen etwas entgegenzusetzen. Cooper analysierte: „Männer benutzen Rhythmus, Technologie und Improvisation, um dieselbe Macht und sexuelle Dominanz auszudrücken, welche die Frauen unterdrückt. Wenn jetzt die Frauen so darauf reagieren, dass sie sich selbst auf melodische und akustische Formen beschränken, statt auch andere Elemente in einer nichtunterdrückenden Art zu gebrauchen (…), dann perpetuieren sie lediglich die alte Definition von Weiblichkeit“ (und auch die Machtansprüche von Männlichkeit).
Die Gruppe war mehrfach europaweit auf Tournee. Insbesondere beim FMP-Festival 1979 in Westberlin war das Publikum total begeistert, während die Musikerkollegen sehr gespalten und z. T. heftig ablehnend reagierten.

## Wirkung
Die Feminist Improvising Group wirkte alleine schon durch ihre Existenz als Symbol des Ausbruchs aus den patriarchalen Strukturen der Jazz-Szene. Die Entwicklungen um die Feminist Improvising Group beschrieb Irène Schweizer wie folgt: ”Das Ziel war eine reine Frauengruppe. Die Umkehrung: Es gab tausende Männergruppen, aber keine Frauengruppen. Wir wollten zeigen, dass es geht, und das war schon ziemlich provokativ. Vor allem männliche Musiker haben das nicht so leicht gefressen. Das musikalische Niveau war sehr unterschiedlich. Wir wollten aber nicht Leistung zeigen, es ging um die Stimmung unter den Frauen, zu zeigen, was alles in einer reinen Frauenband möglich ist.”
Die Wirkung ging damit über nur die neue Präsenz als Frauen hinaus: „Die Feminist Improvising Group forderte in mehrfacher Weise die Gender-Konstruktionen improvisierter Musik heraus, die Frauen marginalisierten und den Raum des Improvisierens als männlich und heterosexuell kodierten.“ Die Feminist Improvising Group eröffnete damit sowohl Musikerinnen als auch der Improvisationsmusik selbst eine wesentliche Erweiterung ihres Raums, denn „die Möglichkeit von Freiheiten in Bezug auf Geschlechterunterschiede, Gender und Sexualität für Improvisationsmusikerinnen waren befremdlich nicht existent sowohl im Diskurs als auch in der Praxis des Free Jazz und der Freien Improvisation“.
Aus der Feminist Improvising Group entwickelte sich 1983 die personell um Annick Nozati und Joëlle Léandre erweiterte European Women Improvising Group (EWIG). „Der Name Feminist Improvising Group war gewählt worden, weil wir alle in der Frauenbewegung aktiv waren; in den 1980ern begannen die Leute aber den Namen zu kritisieren und sagten, der sei zu politisch ... So nannten wir die Gruppe um, um sie zu öffnen und zu internationalisieren.“ EWIG stellte den Kern für die Canaille-Festivals dar, zu dem immer wieder improvisierende Musikerinnen zusammen gebracht werden konnten: Im April 1986 fand auf Initiative von Katharina Goth, die bereits in Kultur im Ghetto und am freien Arena-Theater Frankfurt am Main aktiv war, und Annemarie Roelofs unter Mitarbeit von Christiane Spieler mit vier Gründungs-Konzerten im Arena, Freies Theater in der Krebsmühle, und im Jazzkeller Frankfurt unter dem Titel Canaille das erste „Internationale Frauen Jazz Festival für Improvisierte Musik“ statt. Obwohl die Initiative zu diesem erstmaligen größeren öffentlichen Festival feministischer Jazz- und Improvisationsmusikerinnen sogleich mit Abwertung und Trivialisierung konfrontiert wurde, folgten in Zürich, Lyon, Moers, Berlin, Wien, Amsterdam und später wiederholt in Frankfurt – hier weiterhin unter der künstlerischen Leitung von Katharina Goth – weitere Festivals und Veranstaltungen dieses offenen Projektes.
Die Feminist Improvising Group stellte damit den Ausgangspunkt für weitere – politische, stilistische und mediale Grenzen überschreitende – Projekte von Frauen dar, u. a. auch Les Diaboliques (Schweizer / Nicols / Léandre). Bezeichnenderweise wird die Gruppe trotz ihres großen Einflusses auf die Improvisierte Musik und insbesondere auf das Verständnis von Musikerinnen innerhalb des Jazz bis in die Gegenwart fast durchgängig in der Fachliteratur ignoriert. Es liegen mit Ausnahme einer kaum zugänglichen schwedischen Schallplatte keine offiziell veröffentlichten Tonträger vor, obgleich entsprechende Mitschnitte (beispielsweise im Archiv der Free Music Production) existieren.

## Diskographie
- International Women’s Festival of Improvised Music – Rote Fabrik Zürich (Intakt Records, 1986)
- Canaille 91 – Festival für Improvisierte Musik in Frankfurt a. M. (1991)
- Derek Bailey / Coum / Max Eastley / The Feminist Improvising Group Another Evening at Logos (Sub Rosa 2015, rec. 1979)